# 圣十字湖
圣十字湖（法语：Lac de Sainte Croix）是普罗旺斯省蔚蓝海岸地区的一个湖泊。该湖泊呈不规则泪滴状，湖水为蓝绿色。该湖不是天然湖泊，而是修建水坝后形成的。同时，该湖也是法国第三大人工湖。与此同时，该湖的蓄水量为7.61亿立方米，面积为22平方公里，最大深度为93米，还建有一座水力发电站。该湖还是一个重要的旅游地，周边种有大量的薰衣草。